# Heterocrossa iophaea
Heterocrossa iophaea är en fjärilsart som beskrevs av Edward Meyrick 1907c. Heterocrossa iophaea ingår i släktet Heterocrossa och familjen Carposinidae. Inga underarter finns listade i Catalogue of Life.